# Ben Ormenese
Ben Ormenese (Prata di Pordenone, 3 marzo 1930 – Pordenone, 15 luglio 2013) è stato un pittore e scultore italiano.
Da dopo il Duemila è stato spesso affiancato, per l'originalità della sua ricerca sulla luce, ai maggiori artisti dell'arte cinetica europea come Alberto Biasi, Edoardo Landi, Hugo Demarco, Horacio Garcia Rossi, Julio Le Parc, Francisco Sobrino e Franco Costalonga. Tuttavia Ormenese è sempre stato un artista solitario, dedito alla costruzione di opere strettamente connesse con l'ambiente circostante, indipendentemente dai materiali utilizzati nelle diverse epoche della sua lunga stagione creativa.
Se negli anni Sessanta (nel ciclo LAM) inseriva piccole tele ricoperte di lamelle in più ampie superfici, inserite in teche di metacrilato verniciato dall'interno, per moltiplicare i piani di proiezione di luci ed ombre tra le forme, già all'inizio dei Settanta sperimenta costruzioni di legno (nel ciclo metonimico dei "Legni", laccati, bruciati o trattati con impregnanti), in cui i vuoti della parete sono parti integranti delle opere. La ricerca di questi anni lo porta ad esporre in Italia, Germania, Spagna e alla Royal Academy of Arts di Londra.
Nel 1978, inaspettatamente, si ritira in solitudine, interrompendo l'attività espositiva e abbandonando Milano dove si era trasferito all'inizio degli anni Sessanta. Tuttavia, ritornato in Friuli, non interrompe la sua ricerca. Negli anni successivi le sue opere entrano nell'ambiente in un'iniziale commistione di quadro e scultura, per poi divenire vere e proprie sculture costruite con l'assemblaggio di legni sagomati. Nell'ultimo decennio del Novecento le sue sculture divengono un'inedita sintesi di aniconicità e aspirazione figurale quasi espressionista. Dopo il Duemila torna ai "quadri", per quanto le sue opere rappresentino una costante "dequadratura" dell'arte, e comincia ad utilizzare la luce come elemento strutturale per costruire opere che siano delle vere e proprie "macchine estetiche", in grado d'innestarsi nella realtà circostante (cicli delle "Levitazioni" e "Teatrini musicali").
Ha vissuto e lavorato negli ultimi anni a Sacile, in provincia di Pordenone. Nel 2014 nasce l'Archivio Ormenese, per la tutela e la valorizzazione dell'opera del maestro col progetto della pubblicazione del Catalogo Ragionato.

## Mostre ed esposizioni principali
- 1960 Galleria Il Girasole, Udine
- 1964 
  - Galleria San Luca, Verona
  - Galleria Delfino, Rovereto
- 1965 Palazzo Farnese, Piacenza 
  - Palazzo dell'Arte, Cremona
  - Palazzo del Turismo, Milano
  - Galleria Santo Stefano, Venezia
- 1966 
  - Galleria Vinciana, Milano
  - Premio Internazionale Campione d'Italia, Campione
- 1967 
  - Galleria Sur, Santander, Spagna
  - Eschela de San Eloy, Salamanca, Spagna
- 1968 Galleria Blu, Milano
- 1969 
  - Galleria Falchi, Milano
  - Galleria Vismara, Milano
- 1970 Galleria Vismara, Milano
- 1971 
  - Palazzo della Permanente, Milano
  - Art Basel, Svizzera
- 1972 
  - Galleria Il Traghetto, Venezia
  - Galleria Teufel, Koblenz, Germania
  - Galleria Teufel, Koln, Germania
  - Palazzo della Permanente, Milano
- 1973 Galleria L'Argentario, Trento
- 1974 
  - Galleria Centro, Brescia
  - Galleria Falchi, Milano
- 1975 Galleria Penna, Messina
- 1976 Galleria Ravagnan, Venezia
- 1978 The Royal Academy, Londra
- 1989 Una collezione in Lombardia, Casale Litta
- 1993 Gli artisti di Silvano Falchi, Palazzo Albertini, Forlì
- 1998 
  - Galleria PoliArt, Bologna
  - Arte Fiera, Bologna
  - Galleria Paolo Nanni, Bologna
  - L'Accampamento d'Arte, Galleria PoliArt, Bologna
- 1999 L'Accampamento d'Arte, Galleria PoliArt, Bologna
- 2000 
  - Studio GR, Sacile
  - Galleria Ai Pirati, Venezia
- 2001
  - Studio F22, Palazzolo sull'Oglio, Brescia
  - Istituto Statale d'Arte, Venezia
- 2002
  - Galleria d'Arte Tarozzi, Pordenone
  - Musei di San Salvatore in Lauro, Roma
  - Palazzo Racani Arroni, Spoleto
  - Galleria S.A., Seregno
  - Galleria Margutta, Roma
- 2003
  - Museo Nazionale di Villa Pisani, Stra, Ben Ormenese. Silenzi e rumori della ricerca
  - MiArt, Milano
- 2004
  - Galleria PoliArt, Milano
  - Città Europea della Cultura, Genova
  - Complesso Monumentale di Sant'Ignazio, Roma
  - Dipingendo l'Europa Villa Sarvognan, Lestans
  - Villa Brandolini, Pieve di Soligo
- 2005
  - Christies, Arte contemporanea per i rifugiati, Roma
  - Galleria Van Sent, Ancona
  - Università di Innsbruck, Austria
  - 2006 Loggiato San Bartolomeo, Palermo, Ben Ormenese e la forma virtuale
  - Palazzo del Senato, Milano, Ben Ormenese Teatrini e... altre apparizioni
  - Galleria d'Arte Moderna Manes, Praga, Repubblica Ceca, Ben Ormenese tra forma reale e forma virtuale
  - Musei di San Salvatore in Lauro, Roma
  - Ermitage, Testimonianze del Cinetismo in Italia e in Russia, San Pietroburgo
- 2007
  - Galleria Civica di Arte Moderna, Lubiana, Slovenia, Ben Ormenese. La materia della scienza
  - Galleria Civica di Arte Moderna, Spoleto, Stemperando
  - Loggiato di San Bartolomeo, Palermo
- 2008 – Galleria PoliArt, Ben Ormenese, La macchina estetica, Milano (con il libro Vanillaedizioni)
- 2009
  - Istituto Italiano di Cultura, Praga, Ben Ormenese e la luce del nord est
  - Palazzo Ragazzoni-Flangini-Biglia, Sacile, Ben Ormenese per un instabile equilibrio
  - Spazio espositivo di Vicolo Giardino, Cappella Maggiore,Ben Ormenese luce e materia delle colline
- 2010
  - Stemperando Quarta edizione 2010, Torino, Cosenza, Roma
  - Iris punto arte e Comune di Marcon, Marcon, Luce raggiunta infine....Ben Ormenese
  - Museo di Santa Caterina, Treviso, Arte scienza progetto colore
- 2012 Galleria nazionale d'Arte Moderna, Roma, Arte programmatica e cinetica
- 2013
  - Galleria PoliArt, Rovereto, Buongiorno Rovereto! la linea e il circolo
  - Studio d'Arte G.R. , Sacile, Ben Ormenese allo studio G.R.
- 2014
  - "Il periodo bianco", PoliArt Contemporary, Milano
  - "La percezione creativa a nordest", Palazzo Todesco, Vittorio Veneto
- 2015 Imaginario Gallery ,Sacile "VIP -Very important Passions" mostra fotografica di Angelo Serafin